# Katinka Buddenkotte
Katinka Buddenkotte (* 15. März 1976 in Münster) ist eine deutsche Autorin und Kabarettistin.

## Leben und Werk
Katinka Buddenkotte lebte nach dem Abitur für einige Zeit in Los Angeles. Nach ihrer Rückkehr arbeitete sie zwei Jahre als Werbetexterin und jobbte anschließend im Call-Center sowie bei der Drogenhilfe. Ihre Erfahrungen verarbeitete sie in satirischen Kurzgeschichten. Sie ist Mitgründerin der Kölner Lesebühne Rock’n Read.
Ihre ersten Erfolge hatte die Künstlerin als Teilnehmerin diverser Poetry Slams. Ihr Buchdebüt „Ich hatte sie alle“ entwickelte sich zum Bestseller, nachdem es 2007 in der Sendung „Was liest du?“ von Jürgen von der Lippe vorgestellt wurde (Gesamtauflage bis Oktober 2010: 40.000 Exemplare).
Mit dem gleichnamigen Solo-Programm präsentierte die Künstlerin live eine Mischung aus Lesung und Stand-up-Comedy. Beim WDR war sie unter anderem in den Comedy-Sendungen Comedy-Festival, Poetry Slam, Prix Pantheon, Ladies Night zu sehen sowie seit zehn Jahren bei der Weihnachtsrevue Akte X-mas im Radio zu hören. Unter dem Namen „Wüst ‘n‘ Rot“ tritt sie außerdem seit 2002 regelmäßig mit Dagmar Schönleber auf.
Nach der Veröffentlichung zweier weiterer Kurzgeschichtenbände erschien Katinka Buddenkottes erster Roman „Betreutes Trinken“ im Oktober 2012 im Knaus Verlag. 2017 folgte der Roman Eddie muss weg im Satyr Verlag.
Seit Dezember 2022 ist sie Mitglied im PEN Berlin.

## Auszeichnungen
- 2009: 2. Preis Paulaner Solo+

## Veröffentlichungen

### Bücher
- Ich hatte sie alle – Satirische Erzählungen, Muschel Verlag, Köln, ISBN 978-3-936819-21-2 (7. Auflage).
- Mit leerer Bluse spricht man nicht – Satirische Erzählungen, Muschel Verlag, Köln, ISBN 978-3-936819-31-1.
- Ich hatte sie alle, Deutscher Taschenbuch Verlag, München, ISBN 978-3-423-21156-7.
- Nicht lecker, aber Weltrekord – Komische Geschichten, Muschel Verlag, Köln, ISBN 978-3-936819-51-9.
- Mit leerer Bluse spricht man nicht, Deutscher Taschenbuch Verlag, München 2010, ISBN 978-3-423-21230-4.
- Nicht lecker, aber Weltrekord – Komische Geschichten, Deutscher Taschenbuch Verlag, München 2012, ISBN 978-3-423-21396-7.
- Betreutes Trinken, Roman, Albrecht Knaus Verlag, Knaus, München 2012, ISBN 978-3-8135-0509-2.
- Fortpflanzung nach Tagesform, Roman, Knaus, München 2015, ISBN 978-3-8135-0521-4.
- Früher war wenigstens Sendeschluss – Film und Fernsehen für Fortgeschrittene, Penguin, München 2017, ISBN 978-3-328-10095-9.
- Eddie muss weg, Roman, Satyr Verlag, Berlin 2017. ISBN 978-3944035963.
- Für immer Imi : Köln verstehen. Ein Versuch, Emons Verlag, Köln 2019, ISBN 978-3-7408-0613-2.

### Hörbücher
- Betreutes Trinken, Random House Audio, München, ISBN 978-3-8371-1706-6.
- Ich hatte sie alle (Lesung einer Auswahl aus gleichnamigen Programm), Wortart, Köln, ISBN  978-3-8371-0252-9.

In Anthologien
- Volker Surmann (Hrsg.): Sex – Von Spaß war nie die Rede, Satyr Verlag, Berlin 2008, ISBN 978-3938625477.
- Laabs Kowalski (Hrsg.): Sonic Ballroom – Die Geschichte des besten Musikclubs der Welt, Muschel Verlag, Köln 2009, ISBN 978-3936819281.
- Jürgen von der Lippe (Hrsg.): Das witzigste Vorlesebuch der Welt, Eichborn Verlag, Frankfurt a. M. 2009, ISBN 9783821860565.
- Nora Gomringer, Clara Nielsen (Hrsg.): Lautstärke ist weiblich, Satyr Verlag, Berlin 2017, ISBN 978-3-944035-91-8.

## Belege
1. ↑  „Betreutes Trinken gegen die Schwerkraft“, deutschlandfunk.de vom 11. September 2019, abgerufen am 14. September 2019.
2. ↑  Seit neun Jahren gibt's die Akte X-Mas, abgerufen am 14. September 2019.
3. ↑  Mitglieder. PEN Berlin, abgerufen am 16. Dezember 2022.

| Personendaten    | Personendaten                      |
| ---------------- | ---------------------------------- |
| NAME             | Buddenkotte, Katinka               |
| KURZBESCHREIBUNG | deutsche Autorin und Kabarettistin |
| GEBURTSDATUM     | 15. März 1976                      |
| GEBURTSORT       | Münster                            |